# We All Fall Down
«Todos Caemos» —título original en inglés: «We All Fall Down»— segundo episodio y a su vez octavo episodio en general de la segunda temporada de la serie de televisión posapocalíptica, horror Fear the Walking Dead. En el guion estuvieron a cargo Kate Barnow y Brett C. Leonard y por otra parte Adam Davidson dirigió el episodio, que salió al aire en el canal AMC el 17 de abril de 2016 en los Estados Unidos y en Latinoamérica.

## Trama
El grupo atraca en una isla cercana para escapar de la búsqueda del barco desconocido. Daniel y Ofelia se quedan atrás en el bote para vigilar a Strand, mientras que Travis y los demás investigan una casa en la orilla, que está habitada por una familia. Dentro de la casa, George informa al grupo que todas las ciudades importantes de la costa oeste, incluida San Diego, han sido incendiadas por los militares. A la mañana siguiente, Travis y su familia ayudan a George con sus tareas diarias, como eliminar a los caminantes que invaden en la orilla y construir cercas para mantenerlos alejados. La esposa de George, Melissa, pide en privado que Madison lleve a sus hijos con ellos cuando salgan de la isla. Mientras tanto, Daniel irrumpe en las habitaciones de Strand y encuentra una metralleta y un mapa que conduce al verdadero destino de Strand: México. Nick advierte a Travis y Madison que sospecha que George planea envenenar a toda su familia como parte de un pacto suicida. Travis y Madison intentan llevarse a los dos hijos menores de George, pero uno de ellos ingiere prematuramente parte del veneno y acto que procede, comienza su reanimación, matando a su madre. El grupo intenta huir con el niño restante, pero el hijo mayor de George los detiene y se ven obligados a quedarse con su familia en la isla.

## Recepción
"We All Fall Down" recibió críticas positivas de los críticos. En Rotten Tomatoes, obtuvo una calificación de 79% con un puntaje promedio de 7.04 / 10 basado en 14 comentarios. El consenso del sitio dice: "'All All Fall Down' agrega complejidad a los personajes de Fear the Walking Dead, así como a su arco narrativo, respaldando una trama deliberadamente estimulada con suficiente misterio burlón para atraer a los espectadores al próximo episodio".
Matt Fowler of IGN le dio a "We All Fall Down" una calificación de 6.8 / 10 indicando: "'All All Fall Down' llevó a nuestros héroes a la orilla, como si el mar fuera el camino abierto , lleno de obstáculos y paradas en boxes. Es un concepto genial. Como fue la idea de un espejo familiar. Un clan muy unido sobre la autosuficiencia y morir juntos. Pero, como el estreno, las escenas planas y las elecciones de personajes podridos pesaron esto uno abajo también."

### Audiencia
"We All Fall Down" fue visto por 5.58 millones de espectadores en los Estados Unidos en su fecha de emisión original, por debajo de la calificación del episodio estreno de temporada de 6.67 millones por más de un millón.